# Ernst Hartmann (Schauspieler)

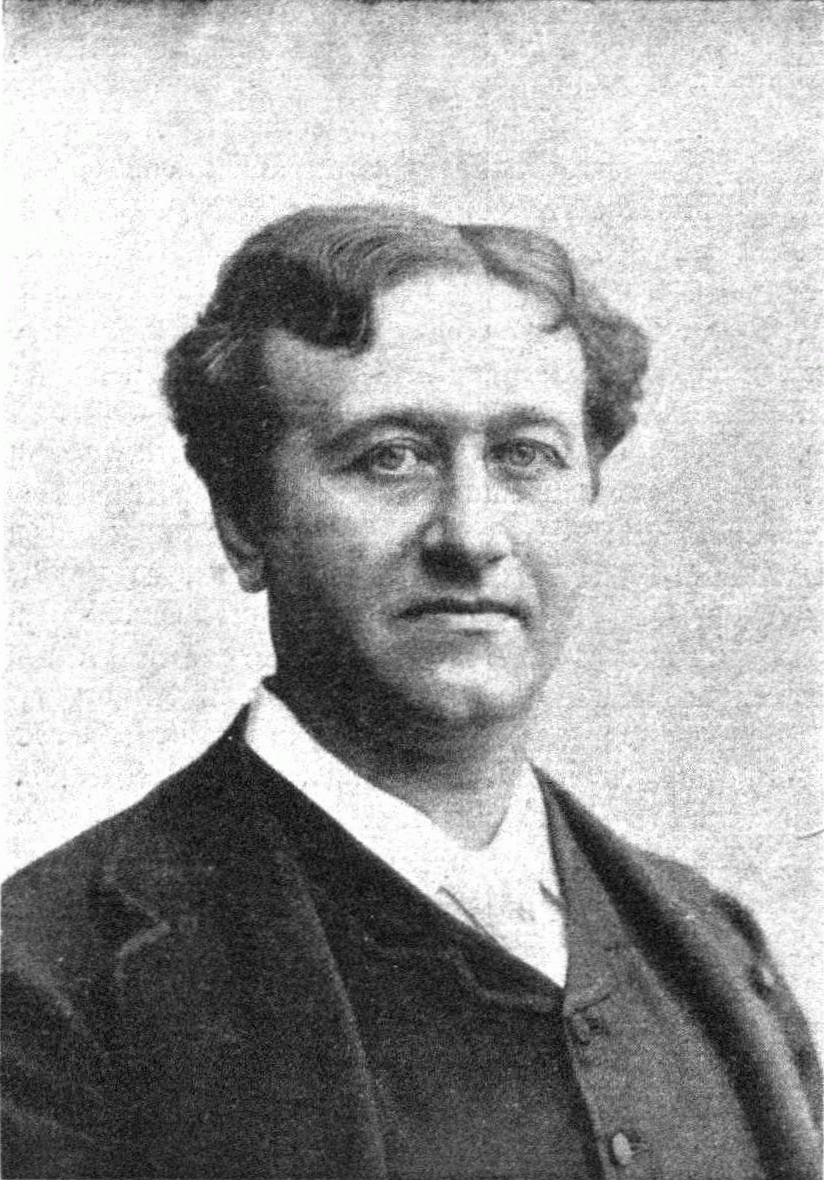
Ernst Hartmann (Photographie von Rudolf Krziwanek, 1903 oder 1904)

Ernst Carl Gottfried Hartmann (* 8. Januar 1844 in Hamburg; † 10. Oktober 1911 in Wien) war ein Burgschauspieler und Theaterregisseur.

## Leben
Hartmann wollte dezidiert Schauspieler werden, dies allerdings gegen den erklärten Willen seiner Mutter und seines Vormundes. So wurde er zuerst Volontär einer Maschinenfabrik in Chemnitz, ging dann von einem Gastspiel Max Dawisons beeindruckt zur Bühne und debütierte in Reval als „Müllerbursche“ in Die schöne Müllerin, dann wirkte als Chorist und Chargenspieler. Nach dem Tod seiner Mutter 1863 verlangte sein Vormund kategorisch von ihm, sich einen praktischen Beruf zu suchen. Erst durch die Intervention von Heinrich Marr durfte er Schauspieler werden. Marr empfahl ihn nach Wien zu Heinrich Laube ans Burgtheater. Dort debütierte er als „Paul von Scharfeneck“.
Er spielte Ibsen, Goethe, Schiller, Grillparzer, Schauspiele von Victorien Sardou, Eugène Scribe, Oscar Blumenthal.
Ab 1880 war Hartmann auch Theaterregisseur.

## Familie
Ernst Hartmann war der Sohn des aus Graubünden stammenden Gastronomen Martin Hartmann (1799–1857) und von Anna Sophie Catharina, geb. Prätz (1804–1862). Sie stammte aus der Nähe von Hannover. Martin Hartmann war gemeinsam mit Peter Jacob Gottfried Brettschneider vom 18. November 1846 bis 31. Dezember 1856 Betreiber des „Hotel de l'Europe“ am Alsterdamm 39 (heute Ballindamm) in Hamburg. Zuvor war Hartmann von 1830 bis zum Hamburger Brand 1842 Inhaber des Hotels „St. Petersburg“ am Jungfernstieg. 1868 heiratete Ernst Hartmann die Burgschauspielerin Helene Schneeberger. Deren Tochter Emilie Hartmann (1877–1953) heiratete 1896 den österreichischen Industriellen Max von Gutmann (1857–1930). Die ältere Tochter Amelie (1872–1958) war mit Dr. Carl von Ferstel (1865–1925), einem Sohn von Heinrich von Ferstel, verheiratet  gewesen.

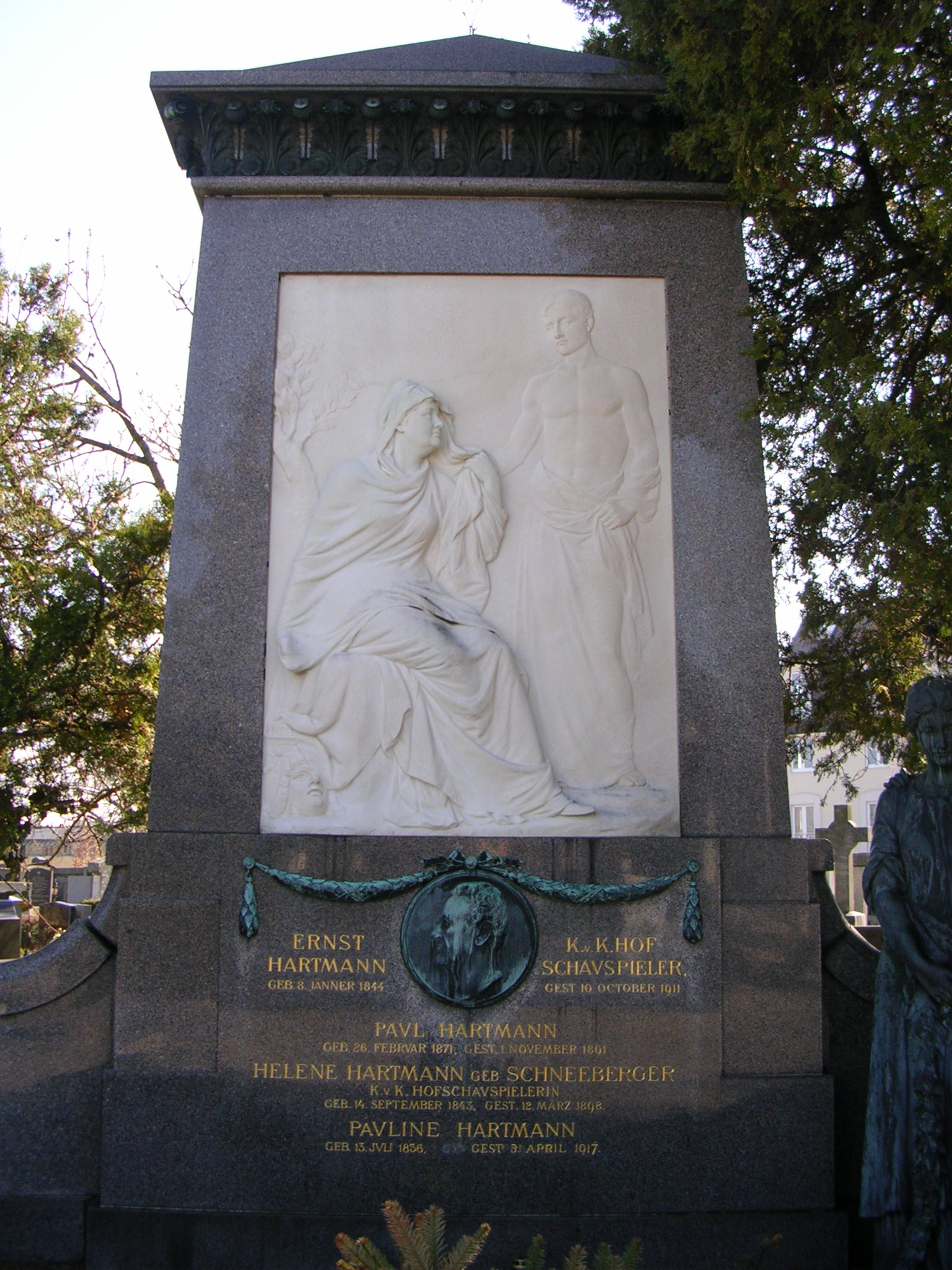
Grab von Ernst Hartmann

Seine letzte Ruhestätte fand er auf dem Döblinger Friedhof in Wien, neben seiner Gattin.